# Сереноа
Сереноа, або Сереноя (лат. Serenoa repens, Sabal serrulata) — монотипний рід рослин із родини пальми.

## Опис
Serenoa repens — маленька, повільно зростаюча пальма висотою зазвичай 2-4 м, хоча окремі екземпляри досягають 6 метрів. Виростає на східному узбережжі Північної Америки. Стовбур трав'янистий з повною відсутністю камбію. Листя складні 1-2 довжиною, з листочками 50-100 см. Квітки жовтувато-білі, мають приємний аромат, діаметром 5 мм, зібрані в щільні волоті завдовжки до 60 см. З квітів восени дозрівають ягоди, схожі на маслини.

## Діючі речовини
- фітостероли — попередники гормонів;
- каротин — відіграє важливу роль в статевій сфері як чоловіків так і жінок;
- жирні кислоти (пальмітинова, лінолева, ліноленова) — синтезують *простагландини, оберігають від онкозахворювань;
- ліпаза — сприяє засвоєнню жирів, поліненасичених жирних кислот, *жиророзчинних вітамінів А, Д, Е;
- танін — чинить протизапальну дію.

## Фармакологічні властивості
Екстракт плодів пальми інгібує синтез дигідротестостерону, що лежить в основі антиандрогенних властивостей даного продукту. Екстракт сереноа репенс має вазопротекторні властивості, зменшує проникність судин. Всі ці властивості пальми сприяють зменшенню симптомів доброякісної гіперплазії передміхурової залози. Під дією екстракту сереноа зменшуються дизуричні явища: підвищує об'ємну швидкість сечовипускання, полегшує випорожнення сечового міхура, зменшує біль і печіння при сечовипусканні, зменшує імперативні позиви до сечовипускання. Активні речовини екстракту надають також протизапальну та протинабрякову дію.